# Бубесхайм
Бубесхайм (нем. Bubesheim) — община в Германии, в земле Бавария. 
Подчиняется административному округу Швабия. Входит в состав района Гюнцбург. Подчиняется управлению Кёц.  Население составляет 1507 человек (на 31 декабря 2010 года). Занимает площадь 7,76 км².